# Pearl Jam 2018 Tour
Pearl Jam 2018 Tour – dwudziesta pierwsza trasa koncertowa grupy muzycznej Pearl Jam, w jej trakcie odbyło się dwadzieścia sześć koncertów obejmujących Amerykę Południową, Europę i Amerykę Północną.

## Koncerty
1. 13 marca 2018 - Santiago, Chile - Movistar Arena
2. 16 marca 2018 - Santiago, Chile - O'Higgins Park (Lollapalooza)
3. 21 marca 2018 - Rio de Janeiro, Brazylia - Maracaña Stadium
4. 24 marca 2018 - São Paulo, Brazylia - Autódromo José Carlos Pace
5. 12 czerwca 2018 - Amsterdam, Holandia - Ziggo Dome
6. 13 czerwca 2018 - Amsterdam, Holandia - Ziggo Dome
7. 15 czerwca 2018 - Landgraaf, Holandia - Megaland (Pinkpop Festival)
8. 18 czerwca 2018 - Londyn, Anglia - O2 Arena
9. 22 czerwca 2018 - Mediolan, Włochy - Arena Expo (i-Days Festival)
10. 24 czerwca 2018 - Padwa, Włochy - Stadio Euganeo
11. 26 czerwca 2018 - Rzym, Włochy - Stadio Olimpico
12. 1 lipca 2018 - Praga, Czechy - O2 Arena
13. 3 lipca 2018 - Kraków, Polska - Tauron Arena Kraków
14. 5 lipca 2018 - Berlin, Niemcy - Waldbühne
15. 7 lipca 2018 - Werchter, Belgia - Werchterfestivalpark (Werchter Festival)
16. 10 lipca 2018 - Barcelona, Hiszpania - Palau Sant Jordi
17. 12 lipca 2018 - Madryt, Hiszpania - Espacio Mad Cool (Mad Cool Festival)
18. 14 lipca 2018 - Lizbona, Portugalia - Passeio Marítimo de Algés (NOS Alive Festival)
19. 17 lipca 2018 - Londyn, Anglia - O2 Arena
20. 8 sierpnia 2018 - Seattle, Waszyngton, USA - Safeco Field
21. 10 sierpnia 2018 - Seattle, Waszyngton, USA - Safeco Field
22. 13 sierpnia 2018 - Missoula, Montana, USA - Washington-Grizzly Stadium
23. 18 sierpnia 2018 - Chicago, Illinois, USA - Wrigley Field
24. 20 sierpnia 2018 - Chicago, Illinois, USA - Wrigley Field
25. 2 września 2018 - Boston, Massachusetts, USA - Fenway Park
26. 4 września 2018 - Boston, Massachusetts, USA - Fenway Park